# Campeonato Sudamericano de Voleibol Masculino de 2015
El Campeonato Sudamericano Masculino de Voleibol de 2015 es la 30 edición del torneo, organizado por la Confederación Sudamericana de Voleibol (CSV). Se lleva a cabo en Maceió, Brasil, del 30 de septiembre al 4 de octubre de 2015. El campeón y el subcampeón clasifican al Campeonato Mundial de Voleibol de 2016.

## Equipos participantes
- Argentina
- Brasil
- Chile
- Colombia
- Guyana
- Perú
- Uruguay
- Venezuela

## Primera Fase

### Grupo A
| Pos | Equipo    | PJ | PG | PP | SF | SC | DS | PTS |
| --- | --------- | -- | -- | -- | -- | -- | -- | --- |
| 1   | Brasil    | 3  | 3  | 0  | 9  | 1  | 8  | 9   |
| 2   | Venezuela | 3  | 2  | 1  | 6  | 5  | 1  | 6   |
| 3   | Chile     | 3  | 1  | 2  | 5  | 6  | -1 | 3   |
| 4   | Perú      | 3  | 0  | 3  | 1  | 9  | -8 | 0   |

#### Clasificación para la Segunda Fase
| – | Clasificado para las semifinales              |
| – | Clasificado para competir del 5° al 8° lugar. |

#### Resultados
| Fecha    |           | Resultado |           | Set     | Set     | Set     | Set     | Set | Puntuación Total | Reporte |
| Fecha    | 1         | Resultado | 2         | 3       | 4       | 5       |         |     | Puntuación Total | Reporte |
| -------- | --------- | --------- | --------- | ------- | ------- | ------- | ------- | --- | ---------------- | ------- |
| 30-09-15 | Chile     | 1 - 3     | Venezuela | 25 - 17 | 17 - 25 | 21 - 25 | 20 - 25 |     | 83 - 92          |         |
| 30-09-15 | Brasil    | 3 - 0     | Perú      | 25 - 8  | 25 - 9  | 25 - 15 |         |     | 75 - 32          |         |
| 01-10-15 | Venezuela | 3 - 1     | Perú      | 20- 25  | 25 - 19 | 26 - 24 | 25 - 11 |     | 96 - 79          |         |
| 01-10-15 | Chile     | 1 - 3     | Brasil    | 25 - 23 | 18 - 25 | 14 - 25 | 23 - 25 |     | 80 - 98          |         |
| 02-10-15 | Brasil    | 3 - 0     | Venezuela | 25 - 16 | 25 - 8  | 25 - 14 |         |     | 75 - 38          |         |
| 02-10-15 | Perú      | 0 - 3     | Chile     | 23 - 25 | 16 - 25 | 21 - 25 |         |     | 60 - 75          |         |

### Grupo B
| Pos | Equipo    | PJ | PG | PP | SF | SC | DS | PTS |
| --- | --------- | -- | -- | -- | -- | -- | -- | --- |
| 1   | Argentina | 3  | 3  | 0  | 9  | 1  | 8  | 9   |
| 2   | Colombia  | 3  | 2  | 1  | 7  | 3  | 4  | 6   |
| 3   | Uruguay   | 3  | 1  | 2  | 3  | 6  | -3 | 3   |
| 4   | Guyana    | 3  | 0  | 3  | 0  | 9  | -9 | 0   |

#### Clasificación para la Segunda Fase
| – | Clasificado para las semifinales              |
| – | Clasificado para competir del 5° al 8° lugar. |

#### Resultados
| Fecha    |           | Resultado |           | Set     | Set     | Set     | Set     | Set | Puntuación Total | Reporte |
| Fecha    | 1         | Resultado | 2         | 3       | 4       | 5       |         |     | Puntuación Total | Reporte |
| -------- | --------- | --------- | --------- | ------- | ------- | ------- | ------- | --- | ---------------- | ------- |
| 30-09-15 | Colombia  | 3 - 0     | Uruguay   | 25 - 18 | 25 - 18 | 25 - 18 |         |     | 75 - 54          |         |
| 30-09-15 | Argentina | 3 - 0     | Guyana    | 25 - 9  | 25 - 9  | 25 - 13 |         |     | 75 - 31          |         |
| 01-10-15 | Colombia  | 3 - 0     | Guyana    | 25 - 22 | 25 - 15 | 25 - 20 |         |     | 75 - 57          |         |
| 01-10-15 | Uruguay   | 0 - 3     | Argentina | 12 - 25 | 16 - 25 | 16 - 25 |         |     | 44 - 75          |         |
| 02-10-15 | Argentina | 3 - 1     | Colombia  | 25 - 17 | 28 - 26 | 20 - 25 | 25 - 19 |     | 98 - 87          |         |
| 02-10-15 | Guyana    | 0 - 3     | Uruguay   | 14 - 25 | 14 - 25 | 23 - 25 |         |     | 51 - 75          |         |

### 5° al 7° lugar
| Fase     | Fecha    | Encuentro       | Resultado | Set   | Set   | Set   | Set   | Set | Puntuación total |
| Fase     | Fecha    | Encuentro       | Resultado | 1     | 2     | 3     | 4     | 5   | Puntuación total |
| -------- | -------- | --------------- | --------- | ----- | ----- | ----- | ----- | --- | ---------------- |
| 7° lugar | 03-10-15 | Perú- Guyana    | 3 - 0     | 25:19 | 25:14 | 25:17 |       |     | 75 - 50          |
| 5° lugar | 03-10-15 | Chile - Uruguay | 3 - 1     | 25:19 | 23:25 | 25:16 | 25:18 |     | 98 - 78          |

## Fase Final

### Final 1° y 3° puesto
|  | Semifinales | Semifinales |   |           | Final     | Final |  |
|  |             |             |   |           |           |       |  |
|  |             |             |   |           |           |       |  |
|  |             |             |   |           |           |       |  |
|  | Argentina   | 3           |   |           |           |       |  |
|  | Venezuela   | 1           |   |           |           |       |  |
|  |             |             |   |           |           |       |  |
|  |             |             |   |           |           |       |  |
|  |             |             |   |           | Argentina | 0     |  |
|  |             | Brasil      | 3 |           |           |       |  |
|  |             |             |   |           |           |       |  |
|  |             |             |   |           |           |       |  |
|  |             |             |   |           | 3º puesto |       |  |
|  |             |             |   |           |           |       |  |
|  | Brasil      | 3           |   | Venezuela | 0         |       |  |
|  | Colombia    | 0           |   |           | Colombia  | 3     |  |

### Resultados
| Fase      | Fecha    | Encuentro            | Resultado | Set   | Set   | Set   | Set   | Set | Puntuación total |
| Fase      | Fecha    | Encuentro            | Resultado | 1     | 2     | 3     | 4     | 5   | Puntuación total |
| --------- | -------- | -------------------- | --------- | ----- | ----- | ----- | ----- | --- | ---------------- |
| Semifinal | 03-10-15 | Argentina- Venezuela | 3 - 1     | 25:18 | 20:25 | 25:16 | 25:18 |     | 95 - 77          |
| Semifinal | 03-10-15 | Brasil - Colombia    | 3 - 0     | 25:19 | 25:14 | 25:10 |       |     | 75 - 43          |
| 3° lugar  | 04-10-15 | Colombia - Venezuela | 3 - 0     | 25:21 | 27:25 | 25:21 |       |     | 77 - 67          |
| Final     | 04-10-15 | Brasil - Argentina   | 3 - 0     | 25:16 | 25:19 | 25:16 |       |     | 75 - 51          |

## Equipo campeón
| Brasil     |
| Brasil     |
| 30° título |

## Posiciones finales
| Pos | Equipo    |
| --- | --------- |
|     | Brasil    |
|     | Argentina |
|     | Colombia  |
| 4   | Venezuela |
| 5   | Chile     |
| 6   | Uruguay   |
| 7   | Perú      |
| 8   | Guyana    |